# Aleksy (Zanoczkin)
Aleksy, imię świeckie Aleksiej Wiktorowicz Zanoczkin (ur. 17 października 1975 w Orle) – rosyjski biskup prawosławny.

## Życiorys
Ukończył studia inżynierskie na kierunku projektowanie urządzeń radioelektronicznych na Orłowskim Państwowym Uniwersytecie Technicznym w 1991. Od 1996 był związany, jako chórzysta, z parafią św. Jana Chrzciciela w Orle. 25 czerwca 2000 przyjął święcenia diakońskie z rąk arcybiskupa orłowskiego i liwieńskiego Paisjusza, który też 11 września tego samego roku wyświęcił go na kapłana. Służył w cerkwiach św. Jana Chrzciciela oraz św. Mikołaja w Orle. W latach 2001–2008 uczył się w trybie zaocznym w seminarium duchownym w Moskwie, równocześnie kontynuując służbę duszpasterską i pracując jako redaktor pisma „Orłowskije jeparchialnyje wiedomosti”, na łamach którego publikował m.in. szkice poświęcone nowomęczennikom i wyznawcom związanym z Orłem.
W 2003 wyznaczono go na przełożonego skitu umiejscowionego w przypuszczalnym miejscu śmierci św. Kukszy Pieczerskiego. Rok później arcybiskup orłowski Paisjusz postrzygł go na mnicha, nadając mu imię zakonne Aleksy na cześć św. Aleksego Człowieka Bożego. W 2012 Święty Synod Rosyjskiego Kościoła Prawosławnego mianował go przełożonym monasteru św. Kukszy we Frołowce, z godnością ihumena, która została mu nadana 17 października 2012. We wrześniu 2016 powierzono mu obowiązki dziekana monasterów eparchii orłowskiej. W tym samym roku ukończył studia na Moskiewskiej Akademii Duchownej.
9 marca 2017 został nominowany na wikariusza eparchii orłowskiej z tytułem biskupa mceńskiego. W związku z tym w tym samym miesiącu otrzymał godność archimandryty. Jego chirotonia biskupia miała miejsce 9 kwietnia 2017 w soborze Chrystusa Zbawiciela w Moskwie, pod przewodnictwem patriarchy moskiewskiego i całej Rusi Cyryla.
W 2019 r. został ordynariuszem eparchii wielkoustiuskiej. Rok później został przeniesiony do eparchii chersoneskiej jako jej biskup pomocniczy z tytułem biskupa Kaffy, z jednoczesnym powierzeniem czasowego zarządu eparchią wiedeńską i austriacką. W 2022 r. Święty Synod mianował go ordynariuszem tejże eparchii.